# Píryoi Thermís
Píryoi Thermís (Pyrgi Thermis, Pyrgoi Thermis) är en ort i Grekland.   Den ligger i prefekturen Nomós Lésvou och regionen Nordegeiska öarna, i den östra delen av landet, 270 km nordost om huvudstaden Aten. Píryoi Thermís ligger 7 meter över havet och antalet invånare är 451. Den ligger på ön Lesbos.
Terrängen runt Píryoi Thermís är kuperad åt sydväst, men österut är den platt. Havet är nära Píryoi Thermís åt nordost.  Närmaste större samhälle är Mytilene, 8,0 km sydost om Píryoi Thermís. 